# Красные хвосты
«Кра́сные хвосты́» (англ. Red Tails) — военный фильм 2012 года режиссёра Энтони Хемингуэя о лётчиках «Таскиги» — группе боевых пилотов-афроамериканцев, участвовавших во Второй мировой войне. Фильм снят по мотивам книги Джона Б. Холлвея «Красные хвосты, чёрные крылья: Чёрные мужчины BBC Америки» и является ремейком картины «Пилоты из Таскиги» (1995). Мировая премьера состоялась 20 января 2012 года. Двадцать третий фильм компании Lucasfilm.

## Сюжет
В 1944 году, когда война в воздухе над Европой вступает в смертельную фазу с увеличением потерь бомбардировщиков, 332-я истребительная группа (Лётчиков Таскиги), состоящая из молодых афроамериканских летчиков-истребителей ВВС США, пережившая вместе с расизмом вербовку и подготовку в Таскиги, была наконец отправлена в бой в Италии. Хотя они летали на Curtiss P-40 Warhawk, но на миссиях штурмовиков сбивают поезд и вражеский наземный транспорт, Лётчики Таскиги признают, что они никогда не смогут бороться с Люфтваффе в истребительном бою. Дружная группа из капитана Мартин «Изи» Джулиан (Нейт Паркер), 1-го лейтенанта Джо «Лайтинга» Литтл (Дэвид Ойелоуо), 2-го лейтенанта Рэй «Рэй ган» или «Джуниор» Гэннон (Тристан Уайлдз), 2-й лейтенант Эндрю «Смоки» Салем (Ne-Yo), и 2-го лейтенанта Сэмюэль «Джокера» Джордж (Элайджа Келли) под руководством майора Эмануэль (Кьюба Гудинг-младший) и полковника Эй-Джей Булларда (Терренс Ховард), сталкиваются с военной бюрократией и борьба пошла на равных.
Борьба развивается между соседями и лучшими друзьями, у каждого из которых, борются свои внутренние демоны: Лайтинг представляет собой горячего и безрассудного пилота, который слишком много рискует, в то время как Изи является алкоголиком и склонен к неуверенности в себе. После возвращения на базу с боевого задания Лайтинг влюбляется в итальянскую девушку по имени София (Даниэла Руа), и начинает строить с ней отношения.

## В ролях
| Актёр                | Роль                       |
| -------------------- | -------------------------- |
| Терренс Ховард       | полковник Эй-Джей Баллард  |
| Кьюба Гудинг-младший | майор Эммануэль Стэнс      |
| Нэйт Паркер          | Мартин «Лёгкий» Джулиан    |
| Дэвид Ойелоуо        | Джо «Молния» Литтл         |
| Тристан Уайлдз       | Рэй «Рэй Ган» Гэннон       |
| Ne-Yo                | Эндрю «Дымный» Салем       |
| Элайджа Келли        | Сэмюэл «Самоубийца» Джордж |
| Маркус Т. Полк       | Дэвид «Дьяк» Уоткинс       |
| Лесли Одом-мл.       | Уолтер «Винки» Холл        |
| Майкл Б. Джордан     | Морис «Бампс» Уилсон       |
| Кевин Филлипс        | Леон «Неон» Эдвардс        |
| Андре Ройо           | Антуан «Кофе» Коулмен      |
| Method Man           | Стикс                      |
| Брайан Крэнстон      | полковник Уильям Мортамус  |
| Ли Тергесен          | полковник Джек Томлинсон   |
| Джеральд Макрейни    | генерал-лейтенант Ланц     |
| Даниэла Руа          | Софи                       |
| Пол Фокс             | лейтенант Миллер           |
| Роберт Казински      | Честер Барнс               |
| Джош Даллас          | Райан Флинг                |
| Стейси Дэвис         | Мэй                        |
| Эмл Амин             | "Бэг О’Бонс"               |
| Руперт Пенри-Джонс   | Кэмпбелл                   |

## Съёмки
Съёмки начались в марте 2009 года и проходили в Чехии, Италии, Хорватии и Англии.
Это первый фильм производства Lucasfilm со времен «Убийства на радио» (1994), который не связан с франшизами об Индиане Джонсе и «Звёздными войнами». Также это последний фильм для Джорджа Лукаса в качестве главы компании. Ряд сцен снял сам Джордж Лукас. Кроме того он был причастен к созданию сюжета, однако не был указан в титрах, как его автор.

## Связь с реальностью
- Считалось, что за всю войну 332-я группа Таскиги не потеряла ни одного сопровождаемого бомбардировщика. Но это оказалось неправдой. Группа потеряла 25 бомбардировщиков, что, тем не менее, тоже было очень хорошим результатом[2].